# Loi portant mesures d'urgence économiques et sociales
Lire en ligne

Légifrance

La loi du 24 décembre 2018 portant mesures d'urgence économiques et sociales est une loi française mettant en œuvre trois mesures d’urgence économiques et sociales présentées par le président de la République Emmanuel Macron le 10 décembre 2018 en réponse à la crise du mouvement des Gilets jaunes.

## Contenu de la loi

### Prime exceptionnelle de pouvoir d’achat
L'article 1 de la loi précise que les entreprises peuvent verser, pour les salariés rémunérés jusqu’à 3 600 € par mois (3 SMIC), une prime exceptionnelle de pouvoir d’achat qui sera exonérée, jusqu’à 1 000 €, de toutes cotisations sociales et d’impôt sur le revenu. La prime doit être versée avant le 31 mars 2019. Un amendement du gouvernement exclut cette prime exceptionnelle des ressources prises en compte pour le calcul de la prime d’activité.

### Anticipation de l’exonération des heures supplémentaires
Dans l'article 2, l’exonération de cotisations salariales sur les heures supplémentaires prévue au 1er septembre 2019 par la loi de financement de la sécurité sociale pour 2019 est avancée au 1er janvier 2019. Elle est complétée par une exonération de l'impôt sur le revenu dans une limite annuelle de 5 000 €.

### Rétablissement de la CSG à 6,6% pour certains contribuables
Avec l'article 3, à compter du 1er janvier 2019, le taux de contribution sociale généralisée (CSG) sur les revenus de remplacement est rétabli à 6,6 % (taux de prélèvement en vigueur avant le 1er janvier 2018) pour les retraités dont le revenu fiscal de référence est inférieur à 22 580 € (34 636 € pour un couple). L’Assemblée nationale a voté pour que le remboursement de la CSG prélevée en excès à partir du 1er janvier ait lieu en mai 2019.

### Revalorisation de la prime d'activité
Par ailleurs, l'article 4 de la loi spécifie que le Gouvernement doit remettre au Parlement un rapport sur la revalorisation exceptionnelle de la prime d'activité au 1er janvier 2019, dans un délai de six mois à compter de la promulgation de la présente loi. Ce rapport a pour objet de présenter un bilan de la mise en œuvre opérationnelle de cette disposition règlementaire et de son impact sur le pouvoir d'achat des foyers bénéficiaires. Il a également pour objet de proposer des pistes de réforme pour améliorer le recours à la prestation et son impact sur le pouvoir d'achat des ménages modestes.

## Chronologie législative
Le projet de loi est présenté au Conseil des ministres du 19 décembre 2018 par Muriel Pénicaud, ministre du Travail, et Agnès Buzyn, ministre des Solidarités et de la santé,. Instruit en procédure accélérée, il est adopté en première lecture, avec modifications, par l’Assemblée nationale, le 20 décembre 2018, puis en première lecture, sans modification, par le Sénat le 21 décembre 2018. Il est promulgué le 24 décembre et la loi est publiée au Journal officiel le 26 décembre 2018.

## Coût des mesures et impacts budgétaires
| Mesures                | Mesures  | Financement                                 | Financement |
| ---------------------- | -------- | ------------------------------------------- | ----------- |
| Heures supplémentaires | 2,4      | Taxe Gafa                                   | 0,5         |
| Gel de la taxe carbone | 3,9      | Niche Copé                                  | 0,2         |
| Prime d'activité       | 2,5      | Réduction dépenses publiques                | 1,5         |
| Suppression hausse CSG | 1,5      | Modification baisse impôts sur les sociétés | 1,8         |
| Total                  | 10,3 Md€ |                                             | 4 Md€       |

### Coût des mesures
Le coût des mesures en faveur du pouvoir d’achat, à savoir les trois mesures définies dans la loi et le gel de la taxe carbone, est évalué à 10,3 milliards d'euros.

### Financement
Le financement de ces mesures est assuré par un plan d’économies de quatre milliards d’euros, avec notamment une taxe sur les Gafa (Google, Apple, Facebook, Amazon), pouvant rapporter 500 millions d’euros. Ce nouvel impôt est toutefois subordonné à un accord européen sur ce sujet. Dans l'Union européenne, les bénéfices des multinationales du numérique sont en moyenne deux fois moins imposés que ceux des entreprises traditionnelles. Dans une perspective d'harmonisation des politiques fiscales, La Commission européenne a dévoilé, le 21 mars 2018, un projet de "taxe sur les services numériques" (TSN), un projet largement inspiré d'une proposition formulée par Bruno Le Maire et Wolfgang Schäuble, l'ex-ministre allemand des Finances, ainsi que de leurs homologues espagnols et italien de l'époque. L'exécutif européen a proposé aux États membres de taxer à hauteur de 3 % le chiffre d'affaires (et non pas les seuls bénéfices comme dans le système classique) générés par certaines activités numériques. Divers états sont toutefois opposés à cette taxation. Néanmoins, Bruno Lemaire affirme que, même sans accord, une taxe sera mise en place en France, qui portera sur le chiffre d’affaires de ces sociétés réalisé en France. Il ajoute aussi que « Son champ pourrait inclure non seulement les revenus publicitaires mais aussi ceux liés à l’exploitation des données personnelles des Français ».
Les autres mesures phares de financement sont la réduction des dépenses publiques, la réduction de la niche Copé, un mécanisme d'exonération fiscale en faveur des entreprises françaises, voté à l'occasion de la loi de finances pour 2005, et le gel de la baisse de l’impôt sur les sociétés. Mais, le monde des affaires a bien failli participer encore davantage à l’effort de guerre. Il a été question un temps de diminuer de 3 milliards d’euros les 20 milliards d’euros d’exonération de charges prévus en 2019, mais cette mesure a finalement été abandonnée peu de temps avant le dépôt de la loi.
Pour compenser le reliquat de 6,3 milliards d'euros, il a été décidé de laisser filer le déficit budgétaire qui est porté de 2,8 % à 3,2 % (2,3% sans le CICE) dans le projet de loi de finances pour 2019. Lors de la présentation de ce projet de budget, Bruno Le Maire se voulait tout de même rassurant face aux attentes de Bruxelles, qui demande un déficit inférieur à 3 % : « J'ai rappelé (à Bruxelles) que la ligne du gouvernement restait celle d'un rétablissement de nos finances publiques. La Commission européenne a parfaitement noté les circonstances exceptionnelles dans lesquelles se trouvait la France ».